# Ascaloptynx oligocenicus
Ascaloptynx oligocenicus  (лат.) — ископаемый вид сетчатокрылых насекомых из рода Ascaloptynx семейства аскалафы (Ascalaphidae). Обнаружены в олигоценовых отложениях Европы. Франция.
Вместе с другими ископаемыми видами аскалафов, такими как Ululodes paleonesia, Borgia proavus, Mesascalaphus yangi, Neadelphus protae, Prosuhpalacsa biamoensis, Ricartus edwardsi и Amoea electrodominicana, являются одними из древнейших представителей Ascalaphidae, что было показано в ходе последней ревизии палеофауны группы в 2007 году американскими палеоэнтомологами Майклом Энджелом (Engel M.) и Дэвидом Гримальди (Grimaldi D. A.).